# Adalberto Nunes da Silva
Adalberto Nunes da Silva Gattini, más conocido como Betão (Sao Paulo, 2 de septiembre de 1978) es un jugador de fútbol sala brasileño que juega de pívot en el Ponzio Pescara. Es internacional con la Selección de fútbol sala de Brasil.
Con la selección ha ganado el Mundial 2008, la Copa América de fútbol sala de 2007 y los Juegos Panamericanos de 2007.

## Palmarés

### General Motors
- Copa de Brasil de fútbol sala (1): 1998

### Banespa
- Liga de Brasil de fútbol sala (2): 1999, 2001

### Carlos Barbosa
- Liga de Brasil de fútbol sala (1): 2004
- Copa Internacional de fútbol sala (1): 2004

### Santiago Futsal/Lobelle de Santiago
- Copa de España (1): 2006

### Inter Movistar
- Copa de España de fútbol sala (1): 2009
- Supercopa de España de fútbol sala (1): 2009
- Copa de la UEFA de Fútbol Sala (1): 2009

### Kairat Almaty
- Copa de la UEFA de Fútbol Sala (1): 2013

### Pescara
- Copa de Italia de fútbol sala (1): 2016

## Clubes
- General Motors (1997-1999)
- Banespa (1999-2001)
- Ulbra (2002)
- Carlos Barbosa (2003-2004)
- Santiago Futsal (2004-2008)
- Inter Movistar (2008-2013)
- Kairat Almaty (2013)[2]
- Corinthians (2014)
- Sorocaba (2015)
- Ponzio Pescara (2015- )